# 대한민국 형사소송법 제318조의3
대한민국 형사소송법 제318조의3는 간이공판절차에서의 증거능력에 관한 특례에 대한 형사소송법의 조문이다.
[본조신설 2007.6.1.]

## 조문
제318조의3(간이공판절차에서의 증거능력에 관한 특례) 제286조의2의 결정이 있는 사건의 증거에 관하여는 제310조의2, 제312조 내지 제314조 및 제316조의 규정에 의한 증거에 대하여 제318조제1항의 동의가 있는 것으로 간주한다. 단, 검사, 피고인 또는 변호인이 증거로 함에 이의가 있는 때에는 그러하지 아니하다.
[본조신설 1973.1.25.]

## 참고 문헌
- 손동권 신이철, 새로운 형사소송법(초판, 2013), 세창, 2013. ISBN 9788984114081

## 같이 보기
- 간이공판절차